# 孔雀座μ1
孔雀座μ1，又名CP-67 3695，HD 188584、SAO 254702、HR 7603，是孔雀座的一颗恒星，视星等为5.76，位于銀經328.96，銀緯-31.52，其B1900.0坐标为赤經19h 50m 39.1s，赤緯-67° -31.52′ 46″。